# Marathrum tortuosum
Marathrum tortuosum är en flockblommig växtart som beskrevs av Heinrich Friedrich Link. Marathrum tortuosum ingår i släktet Marathrum och familjen flockblommiga växter. Inga underarter finns listade i Catalogue of Life.